# Jagdgeschwader 3 »Udet«
Jagdgeschwader 3 »Udet« (dobesedno slovensko: Lovski polk 3 »Udet«; kratica JG 3) je bil lovski letalski polk (Geschwader) v sestavi nemške Luftwaffe med drugo svetovno vojno.

## Organizacija
- štab
- I. skupina
- II. skupina
- III. skupina
- IV. skupina

## Vodstvo polka
Poveljniki polka (Geschwaderkommodore)
- Podpolkovnik Max Ibel: 1. maj 1939
- Podpolkovnik Karl Vieck: 26. september 1939
- Podpolkovnik Günther Lützow: 21. avgust 1940
- Polkovnik Wolf-Dietrich Wilcke: 12. avgust 1942
- Major Friedrich-Karl Müller: 24. marec 1944
- Major Heinrich Bär: 1. junij 1944
- Major Werner Schroer: 14. februar 1945